# Хенрик Скаделар
Хе́нрик Скаделар (Хромой) (дат. Henrik Skadelår; ум. 4 июня 1134) — датский принц, внук короля Дании Свена II. Погиб в битве при Фотевике. Отец короля Швеции Магнуса Хенриксена.

## Биография
Хенрик Скаделар был сыном Свена Тронкревера, внебрачного сына короля Дании Свена II. Его отец был претендентом на королевский трон Дании, но в 1104 году заболел и скончался по дороге в Виборг. О матери Хенрика ничего неизвестно.
Хенрик женился на Ингрид Рагнвальдсдоттир, внучке короля Швеции Инге I Старшего. Этот брак был политическим и совершён под влиянием супруги короля Нильса Маргарет Фредкуллы. Согласно датскому хронисту Саксону Грамматику, который писал об этом в «Деяниях данов», супруга не любила мужа и переодевшись в мужскую одежду бежала с любовником. Хенрик бросился в погоню и перехватил её в Ольборге и вернул домой. Он считал, что побег его супруги был организован его двоюродным братом Кнудом Лавардом и присоединился к заговору против него. Кнуд Лавард был убит в результате заговора аристократов, но согласно «Саге о Кнутлингах» именно Хенрик нанёс Кнуту смертельный удар. Доподлинно это неизвестно, но вероятно Хенрик Скаделар был организатором заговора вместе с кузеном Магнусом Нильсеном, который и убил Кнута.
После убийства Кнута Лаварда последовала гражданская война в Дании. 4 июня 1134 года в решающей битве при Фотевике сторонники короля Нильса были разгромлены армией Эрика Эмуна. Среди большого количества убитых были Хенрик Скаделар и Магнус Нильсен.

## Семья
Был женат на Ингрид Рагнвальдсдоттир, внучке короля Швеции Инге I Старшего. У супругов было 4 сына:
- Магнус (1125/1130—1161) — король Швеции в 1160—1161 годах;
- Рагнвальд[швед.] (ум. 1161);
- Кнуд (ок. 1130 — 12 марта 1162), герцог Шлезвига[англ.] (1157—1162)
- Бурис (ум. ок. или после 1167 года), герцог Шлезвига[англ.] (1162—1167)